# Enigma-Probemaschine
Enigma-Probemaschinen waren frühe Prototypen der vom deutschen Unternehmer Arthur Scherbius (1878–1929) im Jahr 1918 erfundenen Rotor-Chiffriermaschine, die allerdings zu dieser Zeit noch nicht den prägnanten Markennamen trugen (siehe auch: Die Entwicklung der „Enigma“). Die Probemaschinen wurden in den darauffolgenden Jahren zu zwei unterschiedlichen Modellserien der Enigma weiterentwickelt, einerseits den „Glühlampenchiffriermaschinen“, die zur Anzeige Glühlämpchen verwendeten, und andererseits zu den „Schreibenden Enigmas“, die ähnlich einer Schreibmaschine, den Text mithilfe von Typenhebeln auf Papier druckten.

## Geschichte

Name und Markenschild „Enigma“ wurden erst 1923 kreiert.

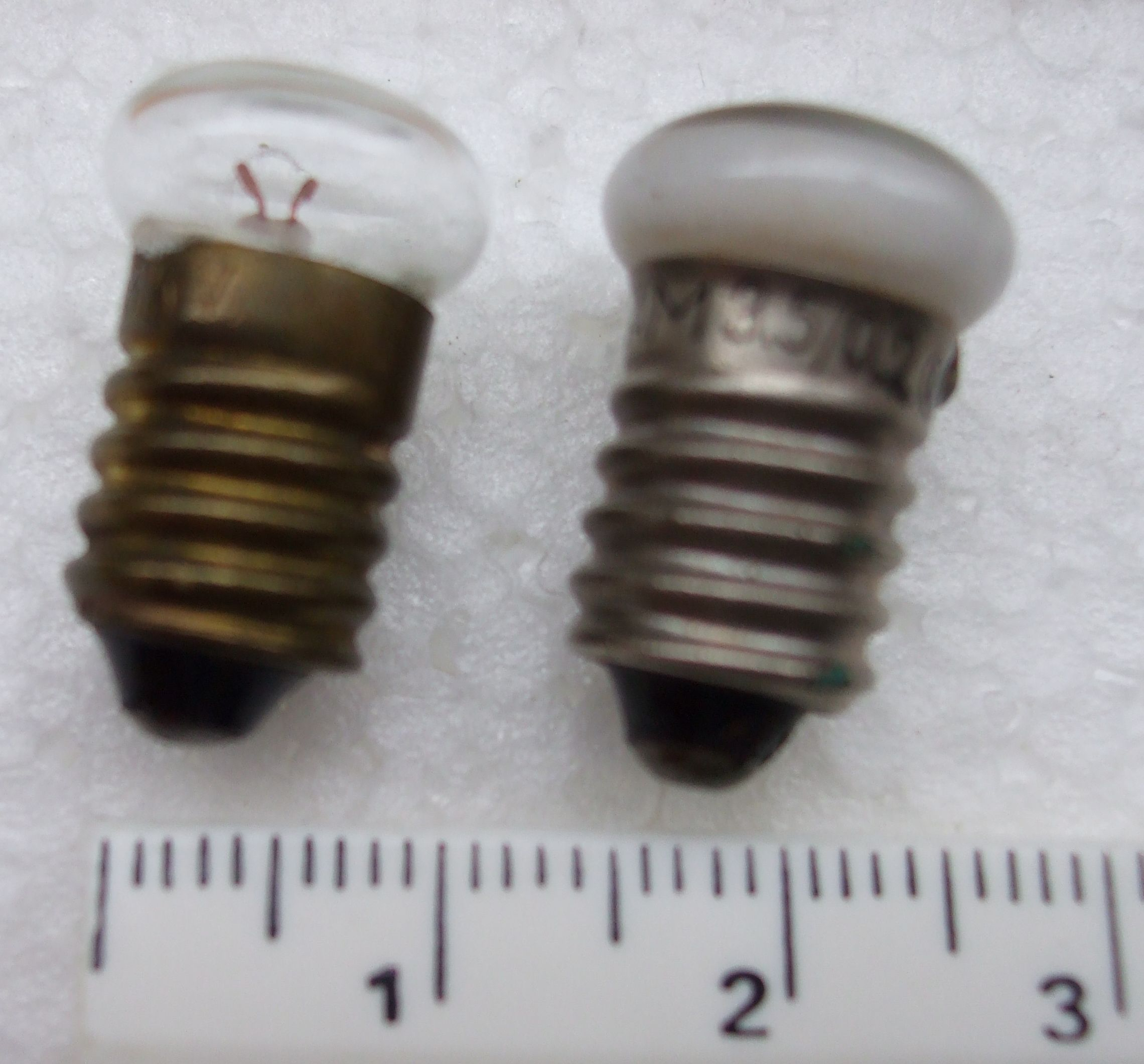
Typische Glühlämpchen, wie sie damals genutzt wurden

Wie Scherbius’ grundlegendem Patent vom 23. Februar 1918 entnommen werden kann, verfügte der erste Entwurf seiner Chiffriermaschine noch nicht über alle 26 Großbuchstaben des lateinischen Alphabets. Bei vielen Handschlüsselverfahren aus dieser Zeit, beispielsweise bei der Playfair-Methode, der ADFGX-Geheimschrift und dem Doppelkastenschlüssel, war es damals üblich, den Buchstaben J fallenzulassen und ihn gegebenenfalls durch den Buchstaben I oder II (Doppel-I) zu ersetzen. Diese Reduktion auf nur 25 statt 26 Buchstaben hat den Vorteil, dass sie sich dann in einer quadratischen Matrix zu fünf Zeilen und fünf Spalten anordnen lassen.
Scherbius wählte für seine Probemaschine genau diese Anordnung einer 5 × 5-Matrix sowohl für die Tastatur zur Buchstabeneingabe (links) als auch für das Lampenfeld zur Buchstabenanzeige (rechts).
```
   Eingabetasten             Anzeigelämpchen
 A   B   C   D   E          A   B   C   D   E
 F   G   H   I   K          F   G   H   I   K
 L   M   N   O   P          L   M   N   O   P
 Q   R   S   T   U          Q   R   S   T   U
 V   W   X   Y   Z          V   W   X   Y   Z

```

Bereits im April 1918 hatte Scherbius zusammen mit seinem Geschäftspartner Richard Ritter eine erste Probeausführung der neuen Chiffriermaschine fertiggestellt. Hierbei begnügten sie sich mit nur zwei „Rollen“, wie die rotierenden Walzen der Maschine damals noch bezeichnet wurden. Folglich betrug die Größe des Schlüsselraums und auch die Schlüsselperiode nur 25 × 25, also lediglich 625 Zeichen. Diese Maschine war also kryptographisch noch sehr schwach und hätte leicht gebrochen werden können. Dennoch genügte dieser Prototyp völlig – sozusagen als Demo-Version –, um das Verfahren praktisch vorführen zu können.
Dies geschah kurz darauf, ebenfalls noch während der Zeit des Ersten Weltkriegs. Nachdem Scherbius am 15. April der Kaiserlichen Marine eine Präsentation seiner neuen Maschine angeboten hatte, fand diese kurz darauf in den Räumlichkeiten des Reichsmarineamts statt. Scherbius und Ritter erklärten vor Ort das Prinzip der Rotor-Chiffrierung sowie Konstruktion, Aufbau und Bedienung ihrer Maschine und führten mithilfe des Prototyps Ver- und Entschlüsselung von Texten vor.
Ferner stellten sie klar, dass anstelle der nur zwei Rollen, die der vorgestellte Prototyp aufwies, eine Erhöhung der Anzahl der Rollen erheblich zur kryptographischen Sicherheit beitragen würde. So ergeben:
- 2 Rollen 252 = 625 Alphabete,
- 7 Rollen 257 = 6,10 · 109 Alphabete,
- 10 Rollen 2510 = 9,53 · 1013 Alphabete und
- 12 Rollen 2512 = 5,96 · 1016 Alphabete.

Um dies besser beurteilen zu können, verlangte das Marineamt, zusätzlich entsprechende „Schlüsselproben“ zu erzeugen. Dazu sollte ein Text der 625 Mal nur aus dem Buchstaben N bestand, mit der Maschine verschlüsselt werden, und zwar vier Mal mit jeweils nur leicht unterschiedlichem Schlüssel. Dies wurde von Scherbius und Ritter, wie verlangt, durchgeführt und wenig später nachgereicht. Dazu nutzten sie im Gegensatz zu der bei der Präsentation vorgestellten Maschine mit nur zwei Rollen, einen anderen Prototyp, der über sieben Rollen verfügte. Bei nur leicht unterschiedlichen Schlüsseln, die die Anfangsstellungen der sieben Rotoren angaben, wie TFLXHKL und TFLXIKL, erzeugte diese Maschine aus dem vorgegebenen „Klartext“ (hier 625 Mal N) jeweils völlig unterschiedliche, scheinbar zufällige Texte als Geheimtext.
Dies wurde vom Amt geprüft und sorgfältig begutachtet. Nach weiteren Tests bescheinigte es der Maschine eine „gute Schlüsselsicherheit, auch wenn sie selbst kompromittiert sein sollte“. Des Weiteren kam es zu dem Schluss, dass „vorläufig bei der Art des Marine-Schlüsselverkehrs die Anwendung von Maschinen nicht lohnen würde“. Tatsächlich war es aber eher die zu diesem Zeitpunkt des Krieges bereits hoffnungslose militärische Lage, verbunden mit der schlechten Versorgungslage an Rohstoffen, die eine vermutlich noch lange erforderliche Entwicklungsarbeit bis zur Serienreife und „Feldtauglichkeit“ der Chiffriermaschine unmöglich machten.